# カストル (恒星)
カストル（Castor）は、ふたご座α星、ふたご座にある2等星である。6つの恒星からなる6連星である。

## 概要
バイエル符号ではα星とされてはいるが、ふたご座β星（1等星、ポルックス）よりもやや暗い。カストルはポルックスとあわせて、天球上で見かけ上いわゆるふたご星のように見え、星座のひとつであるふたご座を形成する。
三大流星群の一つに数えられるふたご座流星群は、カストル付近を放射点としている。

## 特徴
1718年に、James Poundが初めて、カストルがカストルAとカストルBからなる実視連星であることを発見した。しかし、1678年にジョヴァンニ・カッシーニが二重星として観測していた可能性がある。二つの星の分離角は1970年は約2秒角であったが、1997年には約7秒角まで離れた。公転周期は460年である。視等級は、カストルAが1.9等、カストルBが3.0等である。
さらに、実視連星を形成する2つの星カストルA、カストルBは、それぞれが分光連星であり、カストルAa, Ab, Ba, Bb の4重連星系をつくっている。
そしてさらに加えて、カストルABから72秒角離れた場所に、この4重連星と同じ視差と固有運動を持つ暗い伴星（カストルC）を伴っており、これも赤色矮星2個が周期1日弱で公転する分光連星（カストルCa, Cb）である。すなわちカストルはカストルAa, Ab, Ba, Bb, Ca, Cb が重力的に縛られた6重連星系と考えられる。なお、カストルC(Ca+Cb)はりゅう座BY型変光星であり、ふたご座YY星という名称でも呼ばれる。

## 名称
学名はα Geminorum (略称はα Gem)。固有名のカストル (Castor) は、ギリシャ神話に登場するカストール (Καστωρ) に由来する。アラビアでは「2つの腕（またはキュビット）のうち前にあるもの」を意味する muqaddam al-dhirāʿain と呼ばれた。2016年6月30日、国際天文学連合の恒星の固有名に関するワーキンググループは、Castor をふたご座α星Aaの固有名として正式に承認した。
中国では、井宿の星官北河の第2星であり、北河二と呼ぶ。なお、ポルックスが北河三である。